# 劉日升
劉日升（1546年—1617年），字爾湛、又字扶生，號明自，江西吉安府廬陵縣人，民籍，明朝政治人物。

## 生平
萬曆七年（1579年）己卯科江西鄉試第十六名，萬曆八年（1580年）聯捷庚辰科會試第九名，登三甲第一百九十二名進士。兵部觀政，九年授永州府推官，丁母憂归乡。十二年复授福州府推官，十三年充本省乡试同考官，十七年行取，升南京兵部主事，十九年调南京吏部主事，二十年升郎中，二十三年升官南京尚宝司丞，二十七年升南京尚宝司卿，三十二年九月升南京太仆寺少卿，三十四年八月升南京鸿胪寺卿，三十八年闰三月升南京太仆寺卿，四十年十月升應天府府尹，四十一年八月引疾乞休。萬曆四十五年卒，年七十二，赠南京工部右侍郎，赐祭葬。所著有《愼修堂集》。

## 家族
曾祖劉來泰；祖父劉坎濬，舉人，曾任岳州府同知；父劉道用，贈南京太僕寺少卿。母謝氏，累贈恭人。慈侍下。兄劉以庚。長子劉學成，舉人。次子劉學新，太學生。孫尊聞、尊簡、尊闇、尊閡。